# Георгиевская волость (Славяносербский уезд)
Гео́ргиевская во́лость — административно-территориальная единица Славяносербского уезда Екатеринославской губернии.
По состоянию на 1886 год состояла из 5 поселений, 5 сельских общин. Население — 2 290 человек (1 157 мужского пола и 1 123 — женского), 418 дворовых хозяйства.
|                       | Площадь, десятин | В том числе пахотной, десятин |
| --------------------- | ---------------- | ----------------------------- |
| Сельских общин        | 1932             | 1640                          |
| Частной собственности | 8232             | 5465                          |
| Другой собственности  | 120              | 100                           |
| В целом               | 10284            | 7205                          |

Крупнейшее поселение волости:
- Георгиевка — собственническое село при реке Ольховой в 40 верстах от уездного города, 838 человек, 170 дворов, православная церковь, молитвенный дом. За 1½ версты — постоялый двор. За 8 верст — постоялый двор.
- Богородицкое — собственническое село при реке Ольховой, 683 лица, 137 дворов, винокуренный завод.